# 20657 Alvarez-Candal
20657 Alvarez-Candal este un asteroid din centura principală de asteroizi.

## Descriere
20657 Alvarez-Candal este un asteroid din centura principală de asteroizi. A fost descoperit pe 14 octombrie 1999 la Stația Anderson Mesa în cadrul programului LONEOS. Asteroidul prezintă o orbită caracterizată de o semiaxă mare de 3,11 ua, o excentricitate de 0,18 și o înclinație de 15,0° în raport cu ecliptica.